# نائب رئيس تركيا
نائب رئيس جمهورية تركيا  (بالتركية: Türkiye Cumhuriyeti Cumhurbaşkanı Yardımcısı)‏، هو ثاني أعلى مسؤول في الفرع التنفيذي لحكومة تركيا، بعد الرئيس. وهو أيضًا عضو قانوني في مجلس الوزراء ومجلس الأمن القومي والمجلس العسكري الأعلى.
أول نائب رئيس لتركيا هو فؤاد أوقطاي، منذ تعيينه في المنصب في 9 يوليو 2018، حتى 3 يونيو 2023 عندما تولى جودت يلماز المنصب بعده

## نشأة المنصب
نشأ مكتب نائب الرئيس في استفتاء على التعديلات الدستورية في 16 أبريل 2017 ودخل حيز التنفيذ بعد الانتخابات الرئاسية في 2018، عندما تولى الرئيس الجديد منصبه في 9 يوليو 2018. ومع ذلك الاستفتاء تحولت تركيا من جمهورية برلمانية إلى جمهورية رئاسية. عيّن الرئيس رجب طيب أردوغان فؤاد أقطاي ليكون اول من يشغل منصب نائبٍ للرئيس.

## الشروط الدستورية
ينص دستور تركيا على الشروط الآتية لمنصب نائب الرئيس:
- يجوز للرئيس التركي تعيين نائب أو أكثر للرئيس بعد انتخابه.
- في حالة خلو منصب الرئاسة لأي سبب من الأسباب، تُجرى الانتخابات الرئاسية في غضون خمسة وأربعين يومًا. يعمل نائب الرئيس بصفته ويمارس صلاحيات الرئيس حتى يجري انتخاب الرئيس التالي.
- في الحالات التي يتغيب فيها الرئيس مؤقتًا عن مهامه بسبب المرض أو السفر إلى الخارج، يعمل نائب الرئيس كرئيس للجمهورية ويمارس صلاحياته.
- يُعين نائب الرئيس من بين المؤهلين للترشح لمنصب نائب في البرلمان التركي. يؤدي نائب الرئيس اليمين أمام البرلمان التركي كما هو منصوص عليه في المادة 81. أعضاء البرلمان التركي المعينون نائباً للرئيس يفقدون عضويتهم في البرلمان.

## المُسائلة
وفقًا للتعديلات الدستورية التي جرى الموافقة عليها في استفتاء عام 2017، يجوز للجمعية الوطنية الكبرى القيام بالتحقيق مع رئيس الجمهورية أو نائب الرئيس أو أي عضو في مجلس الوزراء بناءً على اقتراح الأغلبية البسيطة لإجمالي أعضائها، وفي غضون فترة أقل من الشهر، ويُشترط موافقة ثلاثة أخماس إجمالي الأعضاء.
تُجري لجنة من خمسة عشر عضوا في البرلمان التحقيق، كل منهم ترشحهم الأحزاب السياسية بما يتناسب مع تمثيلهم في البرلمان. وتقوم اللجنة بتقديم تقريرها الذي يشير بنتيجة التحقيق إلى رئيس مجلس النواب خلال شهرين. واذا لم يكتمل التحقيق خلال هذه المدة يجدد موعد اللجنة لشهر آخر. في غضون عشرة أيام من تقديمه إلى رئيس مجلس النواب، يُوزع التقرير على جميع أعضاء البرلمان، وبعد عشرة أيام من توزيعه، يُناقش التقرير في القاعة.
يجوز محاكمة الشخص أو الأشخاص الذين جرى التحقيق بشأنهم أمام المحكمة الدستورية بموافقة ثلثي العدد الإجمالي للبرلمان عن طريق التصويت السري. وتنتهي المحاكمة في غضون ثلاثة أشهر، وإذا لم يكن الأمر كذلك، تُمنح فترة إضافية لمرة واحدة مدتها ثلاثة أشهر. يفقد نواب الرئيس الذين أدانتهم المحكمة الجنائية العليا بارتكاب جريمة تمنعهم من انتخابهم منصبهم.

## القائمة (2018 إلى الآن)
الحزب
  حزب العدالة والتنمية (تركيا) (2)
| م | صورة       | الاسم (ميلاد - وفاة)  | الفترة       | الفترة       | الفترة            | الحزب    | المنصب السابق                   |
| م | صورة       | الاسم (ميلاد - وفاة)  | منذ          | حتى          | المدة في المنصب   | الحزب    | المنصب السابق                   |
| - | ---------- | --------------------- | ------------ | ------------ | ----------------- | -------- | ------------------------------- |
| 1 | فؤاد أقطاي | فؤاد أقطاي (ولد 1964) | 9 يوليو 2018 | 4 يونيو 2023 | 4 سنوات و329 أيام | AK Party | وكيل وزارة إلى رئيس وزراء تركيا |
| 2 | جودت يلماز | جودت يلماز (ولد 1967) | 4 يونيو 2023 | Incumbent    | 1 سنة و290 أيام   | AK Party | نائب رئيس وزراء تركيا           |